# Carrosserias Baur
Baur é uma construtora de carrocerias em Stuttgart, Alemanha, que constrói BMWs conversíveis desde a década de 1930. Atualmente são as carrocerias e montagens da IVM Automotive, integrante do Edscha Group. Eles gozam de uma excelente reputação de qualidade e fazem trabalhos de protótipo para muitos fabricantes como Porsche, Audi e Ford.
A família Baur recebeu a patente para o desenho de uma capota dobrável para automóveis de luxo na época em que a BMW estava construindo o primeiro carro.
A Baur foi fundada em 1910 e produziu, entre outros, 1.682 1600-2 Cabriolets, 2.517 2002 Cabriolets, 2.592 E110 700 Sport Cabriolets, e a maioria dos cerca de 450 M1's (depois que a Lamborghini não conseguiu cumprir seu contrato obrigações).
Em 1971, eles iniciaram a produção da carroceria "estilo Targa" mais segura com o 2002. (Targa era um nome registrado da Porsche, então eles tiveram que chamá-lo de outra coisa.) Originalmente uma opção de reposição disponível nas concessionárias BMW, o E21 Série 3 TC1 foi construído com autorização total de fábrica e coberto pela garantia de fábrica. A versão roll-bar ou "Top Cabrio" (TC) continuou com o E30 TC2 mesmo depois que Baur desenvolveu o design BMW E30 conversível para a BMW, e que a BMW construiu.
O Opel Kadett C Aero foi produzido de 1976 a 1978, com capota Baur. Depois houve o Baur TC3 de 1987, que foi interrompido pela produção do BMW Z1. Os carros eram voltados para o mesmo mercado.
Embora a BMW agora tivesse seu próprio conversível E36, as conversões E36 Baur TC4 ainda estavam disponíveis, embora esta iteração fosse baseada no E36 de quatro portas e apresentasse molduras de portas fixas.
Os carros TC (Top Cabrio) até TC4 podem ser construídos a qualquer momento, no mercado de reposição; o proprietário fornece o carro para ser convertido.
Todos os Porsche 959 foram produzidos em Baur, e não na Porsche, em uma linha de montagem com inspetores da Porsche supervisionando as carrocerias acabadas. A maior parte do trabalho em couro do interior sob encomenda especial da Porsche também foi feita pelos trabalhadores da Baur.
Ao mesmo tempo, todos os componentes da suspensão Audi Quattro exclusivos daquele modelo foram produzidos por equipamento de soldagem robótica em Baur.
Em 2002, o Baur G-Cabrio XL, um conversível baseado no Mercedes-Benz Classe G, foi exibido no Salão do Automóvel de Genebra.